# La Pobla de Farnals
La Pobla de Farnals è un comune spagnolo di 5 287 abitanti situato nella comunità autonoma Valenciana.